# 师树简
师树简（1921年—），男，直隶（今河北）故城人，中国有机化学家、化学教育家，曾任中国化学会理事，第五、六届全国政协委员。